# San Francisco del Rincón
San Francisco del Rincón är en stad i centrala Mexiko och är belägen i delstaten Guanajuato. Den grundades 21 januari 1607 under namnet San Francisco del Tule. Centralorten har cirka 70 000 invånare, med totalt cirka 195 000 invånare i hela storstadsområdet (inklusive Purísima del Rincón). Området är ett centrum för hattillverkning med flera fabrikanter med stor export till USA.